# Quận Lawrence, Mississippi
Quận Lawrence là một quận nằm trong tiểu bang Mississippi, Hoa Kỳ. Đến năm 2000, dân số là 13.258 người. Quận lỵ của nó là Monticello [1]. Quận Lawrence được đặt tên theo anh hùng hải quân James Lawrence.
Theo Cục điều tra dân số Hoa Kỳ, quận có tổng diện tích 436 dặm vuông (1.129 km ²), trong đó, 431 dặm vuông (1.115 km ²) là đất và 5 dặm vuông (13 km ²) của nó (1,17%) là mặt nước.
Theo điều tra dân số 2 năm 2000, quận đã có 13.258 người, 5.040 hộ, và 3.749 gia đình sống trong quận. Mật độ dân số là 31 người cho mỗi dặm vuông (12/km ²). Có 5.688 đơn vị nhà ở với mật độ trung bình là 13 cho mỗi dặm vuông (5/km ²). Các trang điểm chủng tộc của quận đã được 66,94% người da trắng, 32,07% da đen hay Mỹ gốc Phi, 0,17% người Mỹ bản xứ, 0,27% người châu Á, 0,02% người đảo Thái Bình Dương, 0,09% từ các chủng tộc khác, và 0,44% từ hai hoặc nhiều chủng tộc. 0,67% dân số là người Hispanic hay Latino thuộc chủng tộc nào.